# Taranto Danza
Taranto Danza è una manifestazione che si svolge annualmente nella città di Taranto. È articolata in una settimana che viene interamente dedicata alla danza internazionale. Si svolge a cura dell'ANPDET, l'Associazione Nazionale Promozione Danza e Teatro. 
Dal 1988, nella prima settimana di settembre, dieci artisti internazionali si esibiscono in quella che è una vera e propria meta per una vacanza-studio, dedicata agli appassionati del settore coreutico che desiderano perfezionare la propria tecnica con maestri affermati. 
Taranto Danza ospita inoltre uno dei più prestigiosi concorsi nazionali di danza classica e moderna per gruppi e solisti. Il concorso, dopo selezioni in tutta Italia, si conclude nel capoluogo ionico presso la Piazza d'Armi del Castello Aragonese della Marina Militare Italiana in tre momenti spettacolari, alla presenza dei dieci artisti ospiti e con la consegna del "Premio Taras" per la danza.